# Arrasate
Arrasate (in het Baskisch) of Mondragón (in het Spaans) is een gemeente in de Spaanse provincie Gipuzkoa in de regio Baskenland met een oppervlakte van 31 km². Arrasate telt 21.987 inwoners (1 januari 2016).
In Arrasate is de Mondragón Cooperative Corporation gevestigd en wordt jaarlijks Maritxu kajoi gevierd.

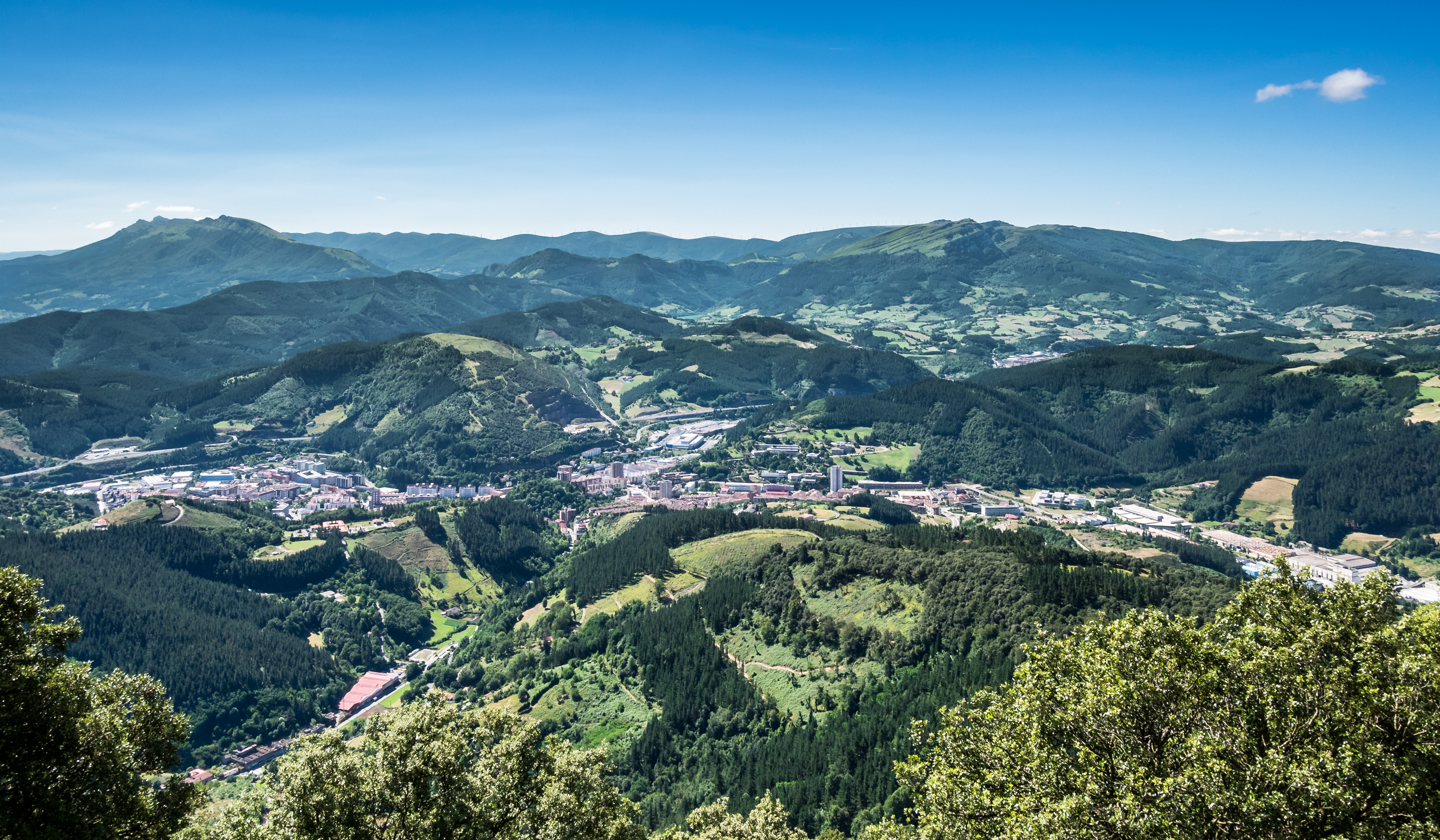
Uitzicht

## Demografische ontwikkeling
Bron: INE; 1857-2011: volkstellingen

## Geboren
- Luis López Rekarte (1962), voetballer
- Iván Velasco (7 februari 1980), wielrenner
- Mikel González (24 september 1985), voetballer
- Andoni Gorosabel (4 augustus 1996), voetballer